# Holger Ortel

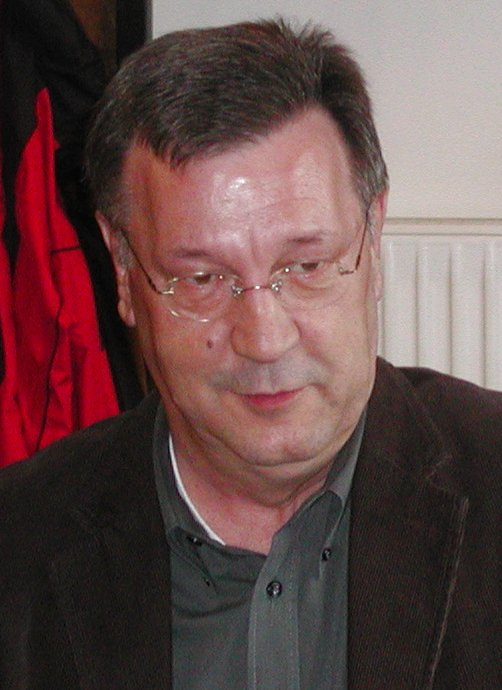
Holger Ortel (2008)

Holger Ortel (* 10. Januar 1951 in Nordenham) ist ein deutscher Politiker (SPD). Von 1998 bis 2013 war er Mitglied des Deutschen Bundestages.

## Biografie

### Ausbildung, Beruf
Ortel besuchte die Volksschule, absolvierte von 1966 bis 1969 eine Tischlerlehre und war anschließend als Sachbearbeiter in der Arbeitsvorbereitung tätig. Von 1970 bis 1974 absolvierte er nebenberuflich eine Ausbildung zum REFA-Techniker. Danach war er bis 1984 als Fertigungsleiter tätig.
Er wechselte dann als Mitarbeiter zum Deutschen Bundestag und war schließlich von 1986 bis 1998 hauptamtlicher Geschäftsführer beim SPD-Bezirk Weser-Ems.
Von September 2007 bis Juni 2018 war Ortel Präsident des Deutschen Fischerei-Verbandes, dessen Präsidium er bereits zuvor angehört hatte.
Ortel ist verheiratet und hat einen Sohn.

### Politik
Ortel trat 1971 in die SPD ein und war von 2004 bis März 2009 Vorsitzender des SPD-Unterbezirks Delmenhorst.
Von 1972 bis 1974 gehörte Ortel dem Gemeinderat von Burhave und nach der Gemeindereform bis 1984 dem Gemeinderat von Butjadingen an.
Seit 1998 war er Mitglied des Deutschen Bundestages und seit 2002 Sprecher der Landesgruppe Niedersachsen sowie von 2009 bis 2011 der gemeinsamen Landesgruppe Niedersachsen/Bremen in der SPD-Bundestagsfraktion. Seit 2005 war er außerdem stellvertretender Vorsitzender der Deutsch-ASEAN-Parlamentariergruppe.
Ortel zog 1998, 2002 und 2005 als direkt gewählter Abgeordneter des Wahlkreises Delmenhorst – Wesermarsch – Oldenburg-Land in den Bundestag ein. Bei der Bundestagswahl 2005 erreichte er 50,1 % der Erststimmen und bei der Bundestagswahl 2009 34,7 % der Erststimmen und zog daher über die Landesliste bis 2013 in den Bundestag. Seine Nachfolgerin im Wahlkreis 28 – Delmenhorst – Wesermarsch –  Oldenburg-Land wurde Susanne Mittag.